# Clive Brook
Pour les articles homonymes, voir Brook.
Ne doit pas être confondu avec Clive Brooke.
Clive Brook est un acteur britannique, né le 1er juin 1887 à Londres et mort le 17 novembre 1974 dans la même ville.

## Biographie
- Il se marie avec Mildred Evelyn dont il a deux enfants : Faith Brook et Lyndon Brook.

## Filmographie
- 1920 : Kissing Cup's Race : Lord Rattlington
- 1920 : Trent's Last Case : John Marlow
- 1921 : A Sportsman's Wife : Dick Anderson
- 1921 : Her Penalty : Robert Trenchard
- 1921 : Sonia : David O'Raine
- 1921 : The Loudwater Mystery : Lord Loudwater
- 1921 : Daniel Deronda : Mallinger Grandcourt
- 1921 : Christie Johnstone : Astral Hither
- 1922 : The Sheik de George Wynn : The Sheik
- 1922 : The Parson's Fight : Parson
- 1922 : Shirley : Robert Moore
- 1922 : A Tale of Two Cities : Sydney Carton
- 1922 : Tense Moments from Opera : Duc de Mantna / Alfred Germont (segments "Rigoletto", "La Traviata")
- 1922 : A Debt of Honour : Walter Hyde
- 1922 : Sir Rupert's Wife : Sir Rupert Leigh
- 1922 : Stable Companions : James Pilkington
- 1922 : Tense Moments with Great Authors : Rawdon Crawley (segment "A Vanity Fair") / Sidney Carton (segment "Tale of Two Cities")
- 1922 : Rigoletto : Duke of Mantua
- 1922 : The Experiment : Vivian Caryll
- 1922 : Vanity Fair : Rawdon Crawley
- 1922 : Married to a Mormon : Lionel Daventry
- 1922 : La Traviata : Alfred Germont
- 1923 : The White Shadow : Robin Field
- 1923 : The Royal Oak : Dorian Clavering
- 1923 : The Reverse of the Medal : General
- 1923 : Out to Win : Barraclough / Altar
- 1923 : La Danseuse blessée (Woman to Woman), de Graham Cutts : David Compton / David Anson-Pond
- 1923 : Through Fire and Water : John Dryden
- 1923 : This Freedom : Harry Occleve
- 1924 : The Money Habit : Noel Jason
- 1924 : Human Desires : Georges Gautier
- 1924 : The Wine of Life : Michael Strong
- 1924 : The Recoil : Marchmont
- 1924 : Christine of the Hungry Heart : Dr. Alan Monteagle
- 1924 : Abnégation (The Passionate Adventure) de Graham Cutts : Adrien St. Clair
- 1924 : The Mirage : Henry Galt
- 1925 : When Love Grows Cold : Jerry Benson
- 1925 : Déclassée : Rudolph Solomon
- 1925 : L'Avalanche (Enticement) de George Archainbaud : Henry Wallis
- 1925 : Playing with Souls : Matthew Dale Sr.
- 1925 : If Marriage Fails : Joe Woodbury
- 1925 : The Woman Hater (en) : Miles, the Woman-hater
- 1925 : Le Gardien du foyer (The Home Maker) de King Baggot : Lester Knapp
- 1925 : Compromise : Alan Tahyer
- 1925 : Les Sept Larrons en quarantaine (Seven Sinners) de Lewis Milestone : Jerry Winters
- 1925 : Pleasure Buyers de Chester Withey : Tad Workman
- 1926 : L'Espionne (Three Faces East) de Rupert Julian : Valdar
- 1926 : Why Girls Go Back Home de James Flood : Clifford Dudley
- 1926 : Masques d'artistes (You Never Know Women) de William A. Wellman : Norodin
- 1926 : For Alimony Only : Peter Williams
- 1926 : The Popular Sin : Jean Corot
- 1927 : Afraid to Love : Sir Reginald Belsize
- 1927 : Barbed Wire : Oskar Muller
- 1927 : Les Nuits de Chicago (Underworld) : Rolls Royce Wensel
- 1927 : Hula : Anthony Haldane
- 1927 : The Devil Dancer : Stephen Athelstan
- 1927 : French Dressing : Henri de Briac
- 1928 : Midnight Madness : Michael Bream
- 1928 : Yellow Lily : Archduke Alexander
- 1928 : Le Crime de monsieur Benson (The Perfect Crime) de Bert Glennon : Benson
- 1928 : Forgotten Faces : Heliotrope Harry Harlow
- 1928 : Interférences (Interference), de Lothar Mendes : Sir John Marlay
- 1929 : Le Démon des tropiques (A Dangerous Woman) : Frank Gregory
- 1929 : Les Quatre Plumes blanches (The Four Feathers) : Lt. Jack Durrance
- 1929 : Charming Sinners : Robert Miles
- 1929 : Le Retour de Sherlock Holmes (The Return of Sherlock Holmes) : Sherlock Holmes
- 1929 : The Laughing Lady : Daniel Farr
- 1930 : Slightly Scarlet : Hon. Courtenay Parkes
- 1930 : Paramount on Parade de Dorothy Arzner : Sherlock Holmes (Murder Will Out)
- 1930 : Sweethearts and Wives (en) de Clarence G. Badger : Reginald De Brett
- 1930 : Anybody's Woman de Dorothy Arzner : Neil Dunlap
- 1931 : Scandal Sheet de John Cromwell : Noel Adams
- 1931 : East Lynne de Frank Lloyd : Captain William Levison
- 1931 : Tarnished Lady de George Cukor : Norman Cravath
- 1931 : The Lawyer's Secret de Louis Gasnier de Max Marcin : Drake Norris
- 1931 : Silence : Jim Warren
- 1931 : Vingt-quatre Heures (24 Hours) de Marion Gering : Jim Towner
- 1931 : Husband's Holiday : George Boyd
- 1932 : Shanghaï Express de Josef von Sternberg : Capitaine Donald 'Doc' Harvey
- 1932 : Le Revenant (The Man from Yesterday) de Berthold Viertel : Capitaine Tony Clyde
- 1932 : The Night of June 13 de Stephen Roberts : John Curry
- 1932 : Sherlock Holmes de William K. Howard : Sherlock Holmes
- 1933 : Cavalcade de Frank Lloyd : Robert Marryot
- 1933 : Club de minuit (Midnight Club) d'Alexander Hall et George Somnes (en) : Colin Grant
- 1933 : If I Were Free d'Elliott Nugent : Gordon Evers
- 1933 : Femme d'honneur (Gallant Lady) de Gregory La Cava : Dan Pritchard
- 1934 : Where Sinners Meet : Mr Latimer
- 1934 : Let's Try Again : Dr. Jack Overton
- 1935 : Le Dictateur (The Dictator) de Victor Saville : Struensee
- 1935 : Dressed to Thrill : Bill Trent
- 1936 : The Lonely Road : Malcolm Stevenson
- 1936 : Love in Exile d'Alfred L. Werker : le Roi Regis VI
- 1937 : Action for Slander : Maj. George Daviot
- 1938 : The Ware Case : Sir Hubert Ware
- 1940 : Return to Yesterday : Robert Maine aka Manning
- 1940 : Convoy : Captain Tom Armitage
- 1941 : Radio libre (Freedom Radio) d'Anthony Asquith : Dr Karl Roder
- 1942 : Breach of Promise : Peter Conroy
- 1943 : The Flemish Farm : Maj. Lessart
- 1943 : The Shipbuilders : Leslie Pagan
- 1944 : On Approval : George
- 1963 : Le Dernier de la liste (The List of Adrian Messenger) de John Huston : Marquis de Gleneyre